# 亨多拉比島
亨多拉比島是伊朗的島嶼，位於波斯灣，由霍爾木茲甘省負責管轄，距離倫格港133公里，面積22.8平方公里，最高點海拔高度13米，島上人口約80。
26°40′N 53°37′E / 26.667°N 53.617°E